# Clytellus westwoodii
Clytellus westwoodii är en skalbaggsart. Clytellus westwoodii ingår i släktet Clytellus och familjen långhorningar.

## Underarter
Arten delas in i följande underarter:
- C. w. westwoodii
- C. w. malayanus